# Auto de fe en la plaza Mayor de Madrid

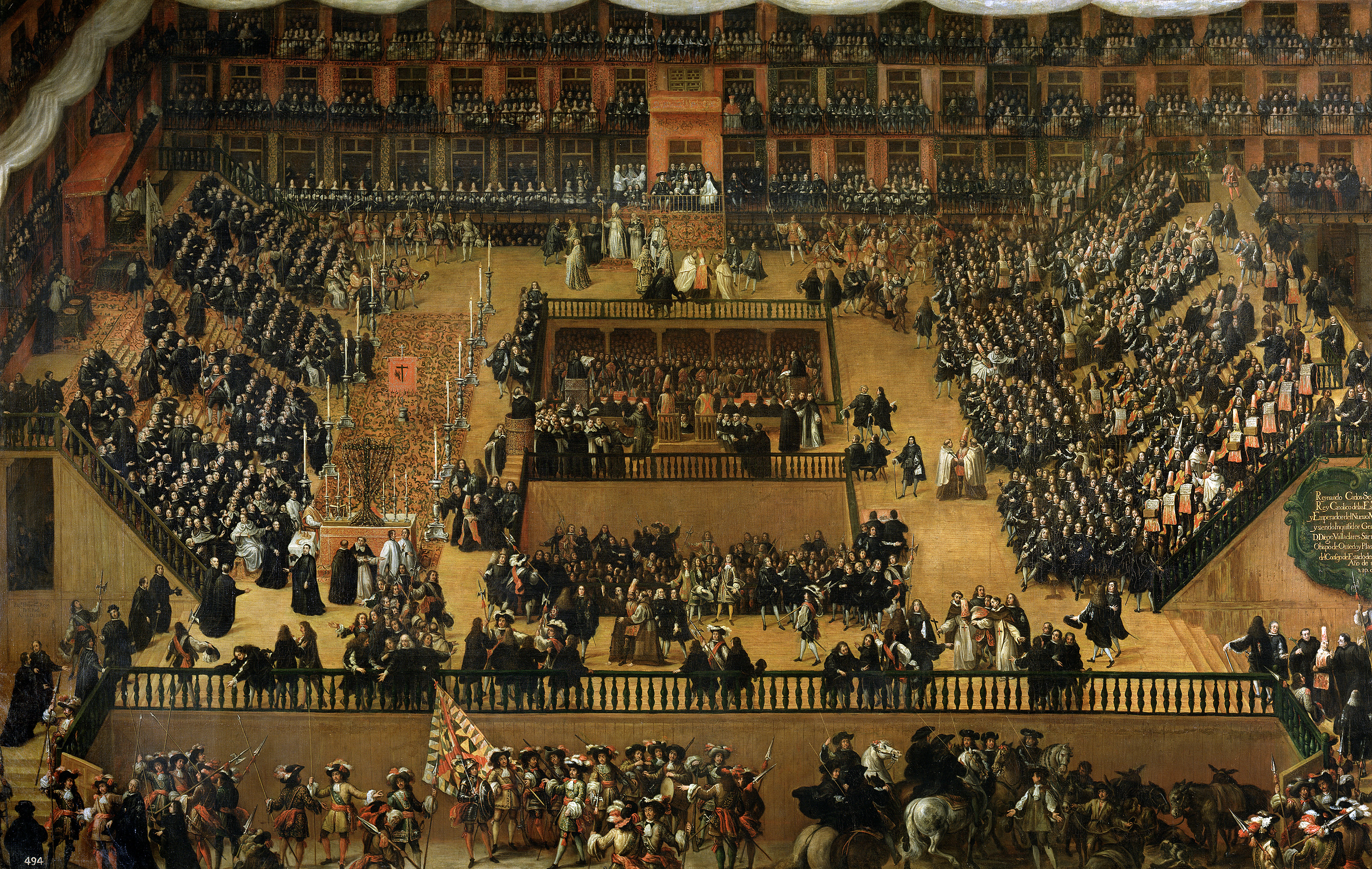
Auto de fe en la plaza Mayor de Madrid

Auto de fe en la plaza Mayor de Madrid es un óleo sobre lienzo realizado en 1683 por el pintor español Francisco Rizi. Sus dimensiones son de 277 × 438 cm. Se expone en el Museo del Prado, Madrid.
El cuadro retrata la celebración de un auto de fe en la plaza Mayor de Madrid presidido por el rey Carlos II el 30 de junio de 1680.
Al fondo, se ve la tribuna real con el rey, acompañado por su mujer, María Luisa, y por su madre, Mariana de Austria. A la izquierda se ve al inquisidor general, Diego Sarmiento Valladares, y su solio. El acto duró todo el día y fue descrito en detalle en un libro por José del Olmo, alguacil mayor y maestro de Obras Reales encargado de diseñar la obra del tablado o teatro, además de ser un familiar del Santo Oficio.
El libro de José del Olmo incluye un grabado de la ceremonia en la plaza Mayor, imagen de gran tamaño impresa en una hoja plegada. La grabó Gregorio Fosman y fue la fuente inicial para que Rizi pintase su cuadro.